# Ytternälasjön
Ytternälasjön är en sjö i Skinnskattebergs kommun i Västmanland och ingår i Norrströms huvudavrinningsområde. Sjön har en area på 0,0762 kvadratkilometer och ligger 67 meter över havet. Sjön avvattnas av vattendraget Stockmorbäcken.

## Delavrinningsområde
Ytternälasjön ingår i det delavrinningsområde (661440-150604) som SMHI kallar för Mynnar i Lundbysjön. Medelhöjden är 92 meter över havet och ytan är 40,16 kvadratkilometer. Det finns inga avrinningsområden uppströms utan avrinningsområdet är högsta punkten. Stockmorbäcken som avvattnar avrinningsområdet har biflödesordning 4, vilket innebär att vattnet flödar genom totalt 4 vattendrag innan det når havet efter 162 kilometer. Avrinningsområdet består mestadels av skog (88 procent). Avrinningsområdet har 1,24 kvadratkilometer vattenytor vilket ger det en sjöprocent på 3,1 procent.